# Liste der Studentenverbindungen in Friedberg (Hessen)
Die Liste der Studentenverbindungen in Friedberg (Hessen) verzeichnet die aktiven, suspendierten und erloschenen Studentenverbindungen, die an der Technischen Hochschule Mittelhessen (das ehemalige Polytechnikum und spätere Fachhochschule) in Friedberg (Hessen) ansässig sind oder historisch waren.
Ein Großteil der Friedberger Studentenverbindungen (aktiv oder suspendiert) sind im interkorporativen Ortsring Allgemeiner Friedberger Corporations Convent (AFCC) zusammengeschlossen.

## Aktive Verbindungen
Die Sortierung erfolgt nach dem Gründungsdatum.
|  |
|  |
|  |
|  |
|  |

|  |
|  |
|  |
|  |
|  |

|  |
|  |
|  |
|  |
|  |

|  |
|  |
|  |
|  |
|  |

|  |
|  |
|  |
|  |
|  |

f.f. = farbenführend, ansonsten farbentragend

## Suspendierte Verbindungen
Die nachfolgenden Studentenverbindungen waren nach dem Zweiten Weltkrieg in Friedberg aktiv, sind jedoch suspendiert (vertagt). Die Sortierung erfolgt nach dem Gründungsdatum.
|  |
|  |
|  |
|  |
|  |

|  |
|  |
|  |
|  |
|  |

|  |
|  |
|  |
|  |
|  |

|  |
|  |
|  |
|  |
|  |

|  |
|  |
|  |
|  |
|  |
|  |

|  |
|  |
|  |
|  |
|  |

|  |
|  |
|  |
|  |
|  |

|  |
|  |
|  |
|  |
|  |

|  |
|  |
|  |
|  |
|  |

|  |
|  |
|  |
|  |
|  |

n. b. = nicht bekannt; f.f. = farbenführend, ansonsten farbentragend

## Erloschene Studentenverbindungen

### Erloschene Studentenverbindungen (aktiv vor 1935)
Die nachfolgenden Studentenverbindungen waren vor 1935 in Friedberg aktiv, wurden jedoch aufgelöst oder nach dem Zweiten Weltkrieg nicht in Friedberg rekonstituiert (reaktiviert) oder der Verbleib ist unbekannt. Die Sortierung erfolgt nach dem Gründungsdatum.
|  |
|  |
|  |
|  |
|  |

|  |
|  |
|  |
|  |
|  |

|  |
|  |
|  |
|  |
|  |

|  |
|  |
|  |
|  |
|  |

|  |
|  |
|  |
|  |
|  |

|  |
|  |
|  |
|  |
|  |

|  |
|  |
|  |
|  |
|  |

|  |
|  |
|  |
|  |
|  |

|  |
|  |
|  |
|  |
|  |

|  |
|  |
|  |
|  |
|  |

n. b. = nicht bekannt; f.f. = farbenführend, ansonsten farbentragend

### Erloschene Studentenverbindungen (aktiv vor 1914)
Die nachfolgenden Studentenverbindungen waren vor 1914 in Friedberg aktiv, wurden jedoch aufgelöst oder nach dem Ersten Weltkrieg nicht in Friedberg rekonstituiert (reaktiviert) oder der Verbleib ist unbekannt.
|  |
|  |
|  |
|  |
|  |

|  |
|  |
|  |
|  |
|  |

|  |
|  |
|  |
|  |
|  |

|  |
|  |
|  |
|  |
|  |

|  |
|  |
|  |
|  |
|  |

n. b. = nicht bekannt; f.f. = farbenführend, ansonsten farbentragend

## Örtliche Zusammenschlüsse

### Friedberger Chargen Convent
1903 schlossen sich die schlagenden Verbindungen im „Friedberger Chargen Convent“ (FCC) zusammen, mit dem Ziel einer besseren Abstimmung gegenüber der Direktion der Gewerbeakademie und zur Abstimmung von Mensuren. Er existierte bis zum Ersten Weltkrieg.

### Nauheimer Deputierten Convent/Nauheimer Vertreter Convent
Nach dem Krieg organisierten sich die schlagenden Verbindungen (Ascania bis 1921, Cimbria, Teutonia, Germania, Rhenania, Suevia) im „Nauheimer Deputierten Convent“ (NDC), als Nachfolgeorganisation des FCC. 1920 wurde der NDC in „Nauheimer Vertreter Convent“ (NVC) umbenannt. Im Juni 1924 löste sich der NVC auf.

### Friedberger Deputierten Convent
1921 gründete sich parallel der „Friedberger Deputierten Convent“ (FDC) als rein burschenschaftlichen Zusammenschluss (Ascania, Cheruscia, Alemannia, Thuringia).

### Friedberger Waffenring/Friedberger Fünferring
1925 erfolgte, durch die Verabschiedung einer für alle schlagenden Korporationen verbindlichen Ehren- und Paukordnung, die Gründung des Friedberger Waffenrings (FWR).
1926 schlossen sich die nichtschlagenden Verbindungen (Normannia, Hasso-Borussia (Hütte), Hassia, Arminia, Rheno-Bavaria) zum „Friedberger Fünferring“ (FFR) zusammen.

### Friedberger Corporations Convent
Nach dem Zweiten Weltkrieg gründeten (um 1950) die rekonstituierten Friedberger Studentenverbindungen Ascania, Arminia, Hasso-Borussia (Hütte), Cimbria, Alemannia und Teutonia den Friedberger Corporations-Convent (FCC) als interkorporative Arbeitsgemeinschaft der aktiven Korporationen. 1958 entstand parallel zum FCC der Alt-Herren-Corporations-Convent (AHCC, ab 1966: AHFCC) als Arbeitsgemeinschaft mehrerer Friedberger Altherrenverbände.

### Allgemeiner Friedberger Corporations Convent
Am 10. April 1972 schlossen sich FCC und AHFCC im interkorporativen Ortsring Allgemeiner Friedberger Corporations Convent (AFCC) zusammen. Heute (Stand:2024) besteht er aus aktiven und suspendierten Studentenverbindungen.